# POホスファチジルコリン
POホスファチジルコリン（英: 1-Palmitoyl-2-oleoyl-sn-glycero-3-phosphocholine, POPC）は1位（α位）に、パルミチン酸、2位（β位）にオレイン酸、3位（γ位）にコリンを有するホスファチジルコリン。2916種類あるホスファチジルコリンのうち、DLホスファチジルコリンとともに血液脳関門（blood-brain barrier, BBB）を通過することが確認されている。
脳内の酵素で分解され、不飽和脂肪酸（オレイン酸、リノール酸）は神経伝達物質の放出を刺激する作用と受容体反応、特にα7アセチルコリン受容体反応の増強作用があり、代謝産物の1つであるコリンはアセチルコリンの原料になる。